# Arkivskab
Et arkivskab er en type kontorinventar designet til opbevaring af dokumenter, typisk i mapper. I sin simpleste form består et arkivskab af et skab med skuffer, hvor genstande opbevares. Arkivskabe bruges primært på kontorer og andre arbejdspladser, hvor der er behov for systematisk opbevaring og nem adgang til fysiske dokumenter.

## Typer af arkivskabe
1. Lodrette Arkivskabe: Disse skabe har flere skuffer stablet lodret. Hver skuffe er dyb nok til at holde mapper i stående position.
2. Vandrette Arkivskabe: Også kendt som lateral arkivskabe, disse skabe har bredere og lavere skuffer, som gør det lettere at opbevare og få adgang til dokumenter uden at skulle trække skuffen så langt ud.
3. Skabe med Hængemapper: Disse er designet specifikt til hængemapper, hvor mapperne hænger fra en skinne i skuffen og kan let skubbes frem og tilbage.[2]

## Anvendelse
Arkivskabe er uundværlige i enhver organisation, hvor der er behov for at holde styr på store mængder af papirarbejde. De sikrer, at dokumenter er organiserede, let tilgængelige og beskyttede mod skader.

## Materialer
Arkivskabe fremstilles ofte af metal, men kan også være lavet af træ eller plast. Metalkabinetter er mest populære på grund af deres holdbarhed og brandsikre egenskaber.

## Historie
Arkivskabe har eksisteret i mange år og er udviklet i takt med kontorets behov for mere effektiv opbevaring af dokumenter. Tidligere blev dokumenter ofte opbevaret i kasser eller simple træskabe, men moderne arkivskabe tilbyder bedre sikkerhed og organisation.